# Łódź Design Festival
Łódź Design Festival (ŁDF) – międzynarodowy festiwal designu, organizowany od 2007 roku przez fundację Łódź Art Center. Prezentuje design w różnych jego odsłonach – od wzornictwa przemysłowego, poprzez rzemiosło, grafikę i architekturę aż po modę.

## Charakterystyka
Łódź Design Festival to coroczny przegląd trendów światowego projektowania, prezentacja koncepcji i przyszłościowych wizji. U swoich początków festiwal przyjął formułę przeglądu osiągnięć polskiego wzornictwa, jednak z czasem program został wzbogacony o kolejne elementy:
- Temat przewodni – realizowany w ramach głównych wystaw i wydarzeń ŁDF, stanowi komentarz do najważniejszych wyzwań współczesnego świata,
- make me! – międzynarodowy konkurs wyłaniający najlepsze projekty twórców młodego pokolenia. Towarzysząca mu wystawa jest swoistym obrazem świata niedalekiej przyszłości,
- must have – plebiscyt i wystawa prezentujące najlepsze krajowe wdrożenia użytkowe. To także możliwość poznania najważniejszych polskich projektantów i producentów,
- Archiblok – przestrzeń do dyskusji, dyskusje o przestrzeni. Blok prezentacji eksperckich i dyskusji, poświęcony palącym tematom z dziedziny architektury i urbanistyki,
- Edukreacja – strefa dedykowana rodzinom z dziećmi. To miejsce do kreatywnej zabawy i nauki bez względu na wiek, status czy wiedzę,
- Open Programme – nabór skierowany przede wszystkim do instytucji, kuratorów, artystów i projektantów, którzy chcieliby pokazać efekty swojej pracy festiwalowej publiczności.

Festiwal stanowi forum wymiany doświadczeń dla projektantów i firm, a za cel stawia sobie odkrywanie i promocję młodych talentów oraz prezentację kierunków rozwoju projektowania szerokiemu gronu odbiorców. ŁDF wspiera także rozwój polskiego sektora kreatywnego, skupiając wokół siebie zarówno liderów branży (tj. projektanci, producenci czy dystrybutorzy), jak i odbiorców niezwiązanych zawodowo z tą tematyką, ale kochających dobry design.
Sercem wydarzenia jest główne centrum festiwalowe – pofabryczne przestrzenie Art_Inkubatora w Fabryce Sztuki w Łodzi, ale wystawy, prezentacje, instalacje artystyczne i miejsca towarzyszące festiwalowi zlokalizowane są w całym mieście.
Festiwal wpisuje się w strategię Łodzi, która po upadku przemysłu włókienniczego buduje swoją nową tożsamość w oparciu o przemysły kreatywne.

## Wyróżniki

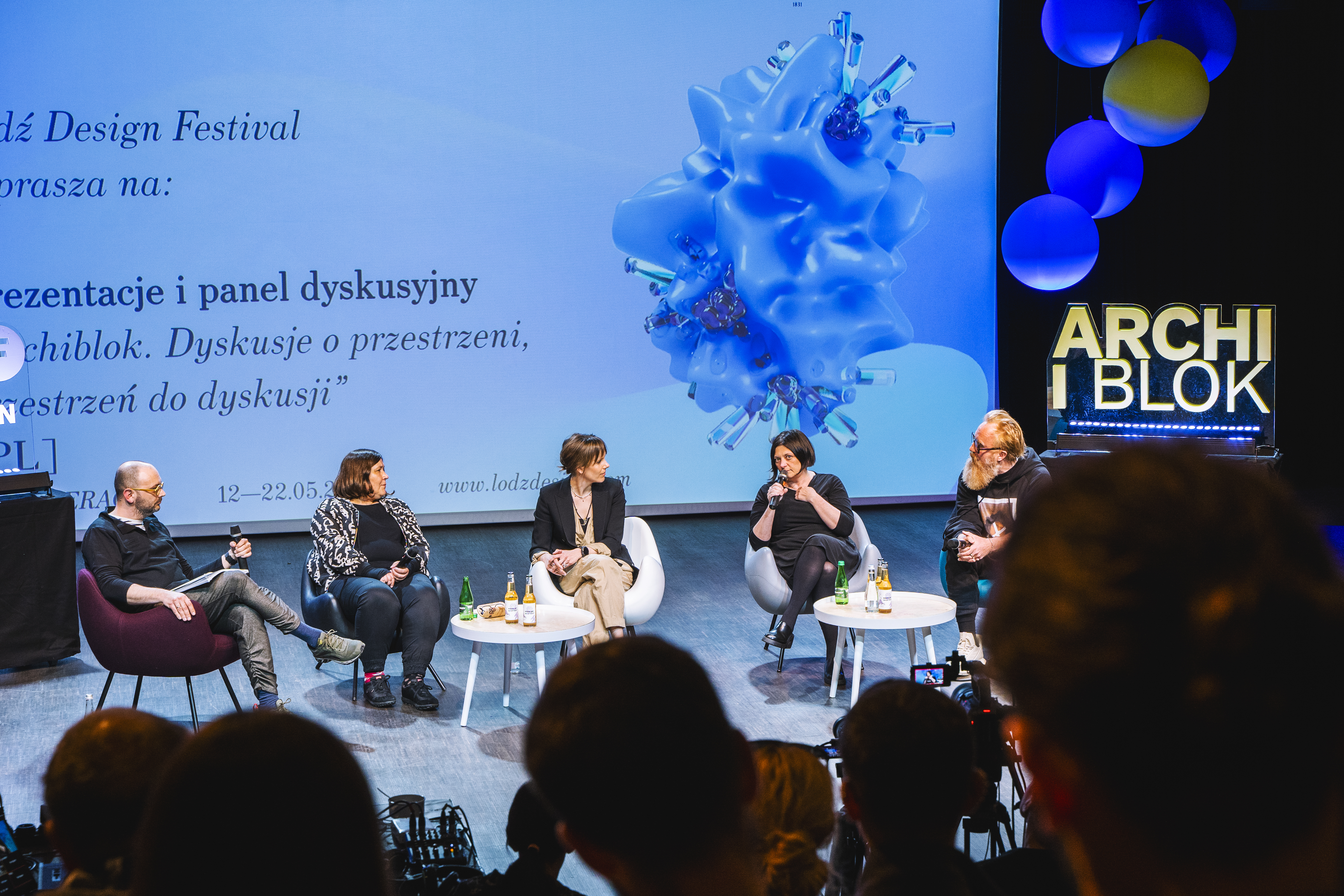
Archiblok 2022, fot. Aleksandra Pawłowska dla ŁDF

- Całoroczne działania – komunikacyjne i edukacyjne, propagujące tematykę projektowania, wspierające sektor przemysłów kreatywnych, reagowanie na bieżące potrzeby odbiorców,
- Inspirowanie i edukowanie – spotkania z ekspertami, wiedza praktyczna i teoretyczna, wspieranie przedsiębiorczości, sieć współpracy, atmosfera wspierająca wymianę myśli i dyskusje,
- Wysoki poziom merytoryczny – nieustanny rozwój, lokalna i międzynarodowa sieć współpracy, zaangażowanie czołowych ekspertów – kuratorów, animatorów, artystów, projektantów, architektów, producentów, dziennikarzy,
- Najnowsze trendy i tendencje – autorskie projekty, przegląd rynku, najlepsi polscy twórcy, międzynarodowi projektanci najmłodszego pokolenia, wizje przyszłości, odpowiedzi na współczesne problemy społeczne,
- Przestrzeń dla każdego – działania inkluzywne i egalitarne, treść i forma dopasowane do zróżnicowanych odbiorców, przenikanie świata ekspertów i amatorów dobrego designu,
- Zaangażowanie odbiorców – rosnąca ilość uczestników ŁDF, całoroczne zapotrzebowanie na działaniami, aktywna postawa festiwalowej publiczności, tworzenie projektów zaangażowanych społecznie,
- Promowanie twórców – prezentacja i wsparcie debiutujących twórców z całego świata, przegląd najlepszych polskich projektantów, architektów i producentów, publikacje przedstawiające historie polskiego designu[1].

## Historia festiwalu

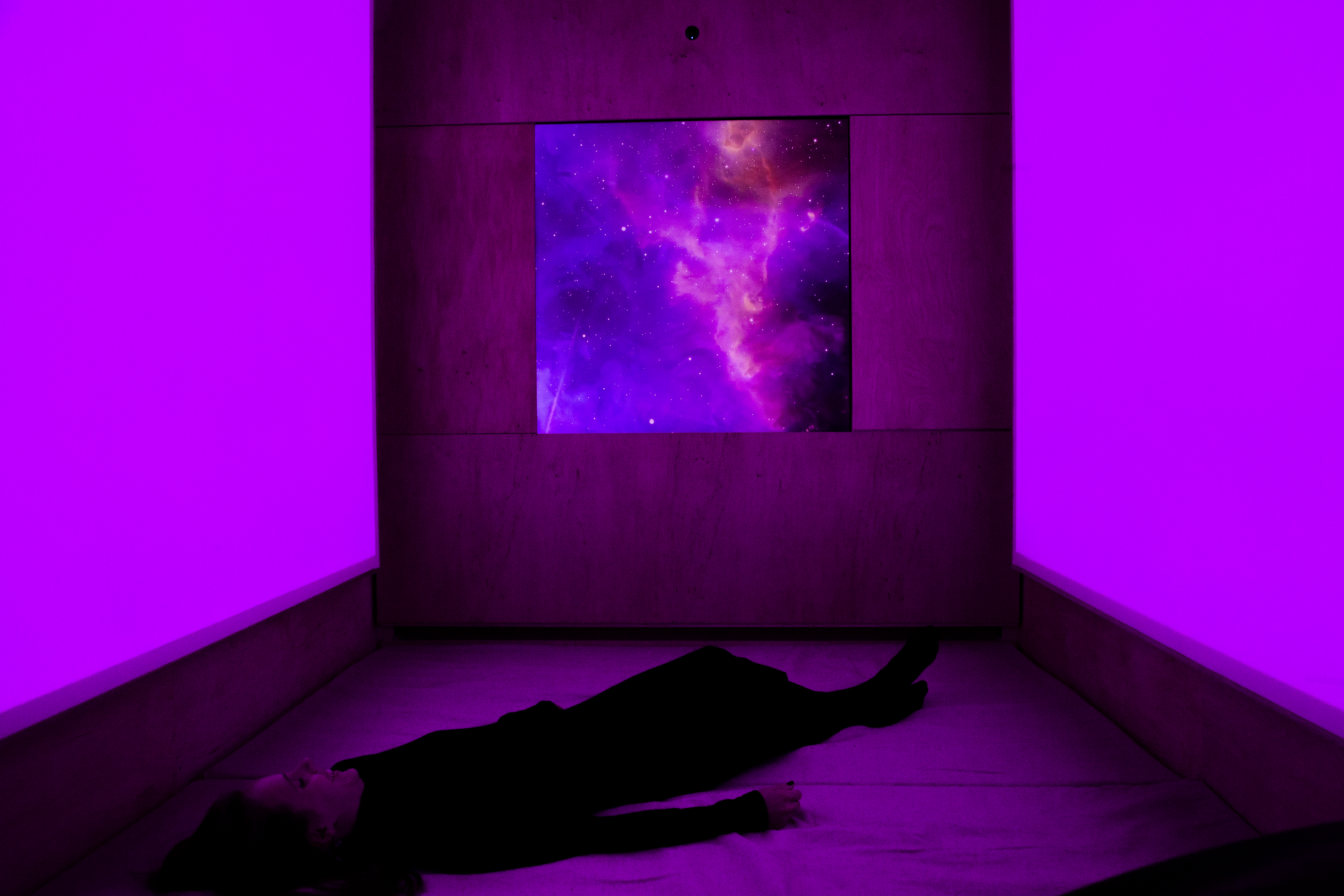
Instalacja Matrice, fot. Aleksandra Pawłowska dla ŁDF

2007 – 1. edycja Łódź Design Festival (18-31.10.2007, hasło: Dom Polski),
2008 – 2. edycja Łódź Design Festival (16-31.10.2008, hasło: Play & Joke); pierwsza edycja konkursu make me!,
2009 – 3. edycja Łódź Design Festival (15-21.10.2009, hasło: My Way),
2010 – 4. edycja Łódź Design Festival (15-31.10.2010, hasło: Amazing Life),
2011 – 5. edycja Łódź Design Festival (20-30.10.2011, hasło: Change!); pierwsza edycja Edukreacji oraz plebiscytu must have,
2012 – 6. edycja Łódź Design Festival (18-28.10.2012, hasło: Awareness),

2013 – 7. edycja Łódź Design Festival (17-27.10.2013, hasło: It’s all about humanity), 

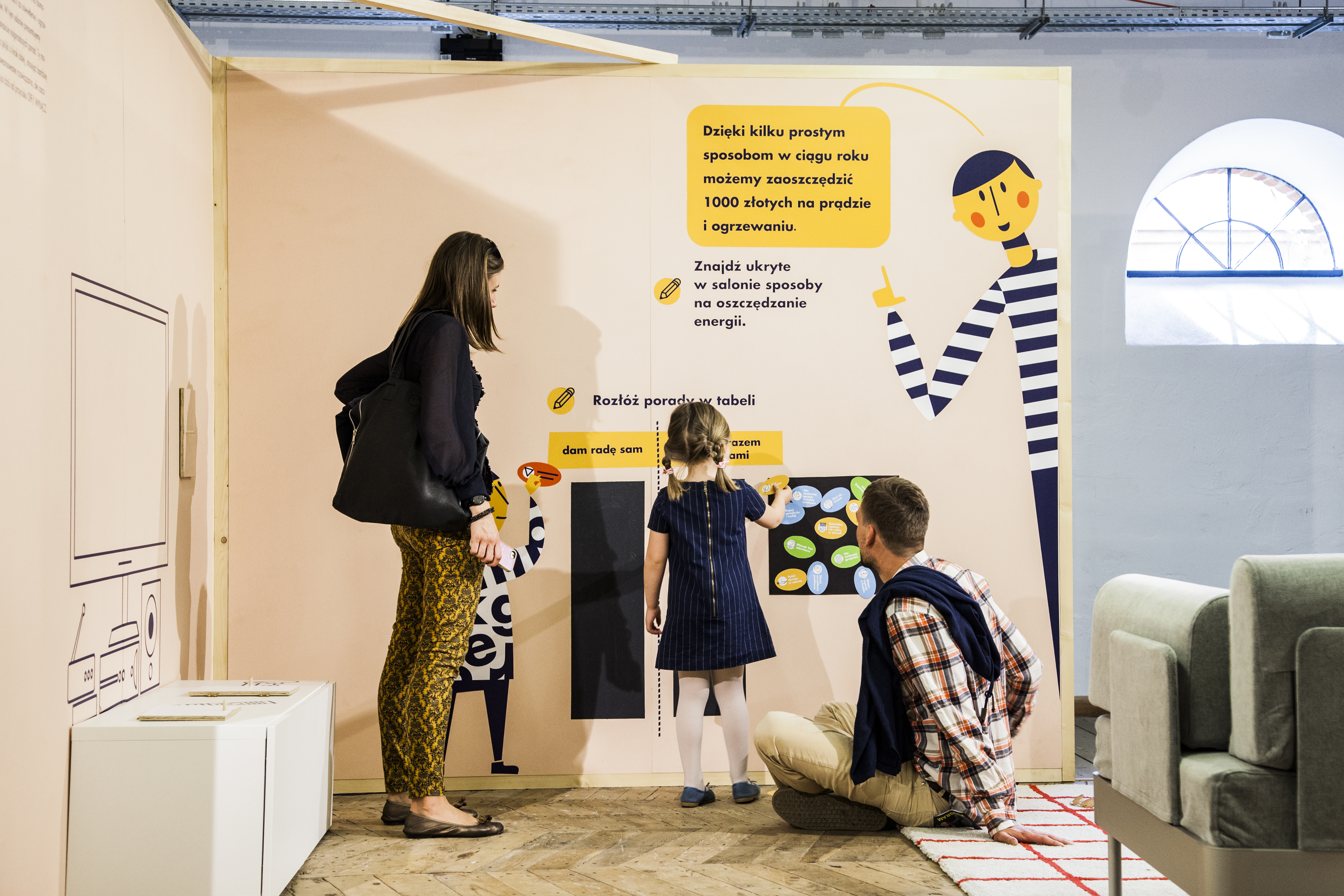
Edukreacja na Łódź Design Festival 2019, fot. Aleksandra Pawłowska dla ŁDF

2014 – 8. edycja Łódź Design Festival (09-19.10.2014, hasło: Brave New World); dołączenie do World Design Weeks, międzynarodowej sieci zrzeszającej najważniejsze na świecie cyklicznie odbywające się wydarzenia w branży,
2015 – 9. edycja Łódź Design Festival (08-18.10.2015, hasło: Konsekwencje); ŁDF najczęściej odwiedzanym przez projektantów i design managerów wydarzeniem, według badań przeprowadzonych przez Polską Agencję Rozwoju Przedsiębiorczości,
2016 – 10. edycja Łódź Design Festival (13-23.10.2016, hasło: Tożsamość); pierwsza edycja Archibloku,
2017 – 11. edycja Łódź Design Festival (03-08.10.2017, hasło: OD.NOWA); otrzymanie certyfikatu EFFE przyznawanego najlepszym europejskich festiwalom przez European Festivals Association,
2018 – 12. edycja Łódź Design Festival (19-27.05.2018, hasło: Refleksje),
2019 – 13. edycja Łódź Design Festival (17-26.05.2019, hasło: Dobre Życie); Doroczna Nagroda Ministra Kultury i Dziedzictwa Narodowego dla Michała Piernikowskiego – dyrektora ŁDF, przyznana po raz pierwszy w dziedzinie designu,

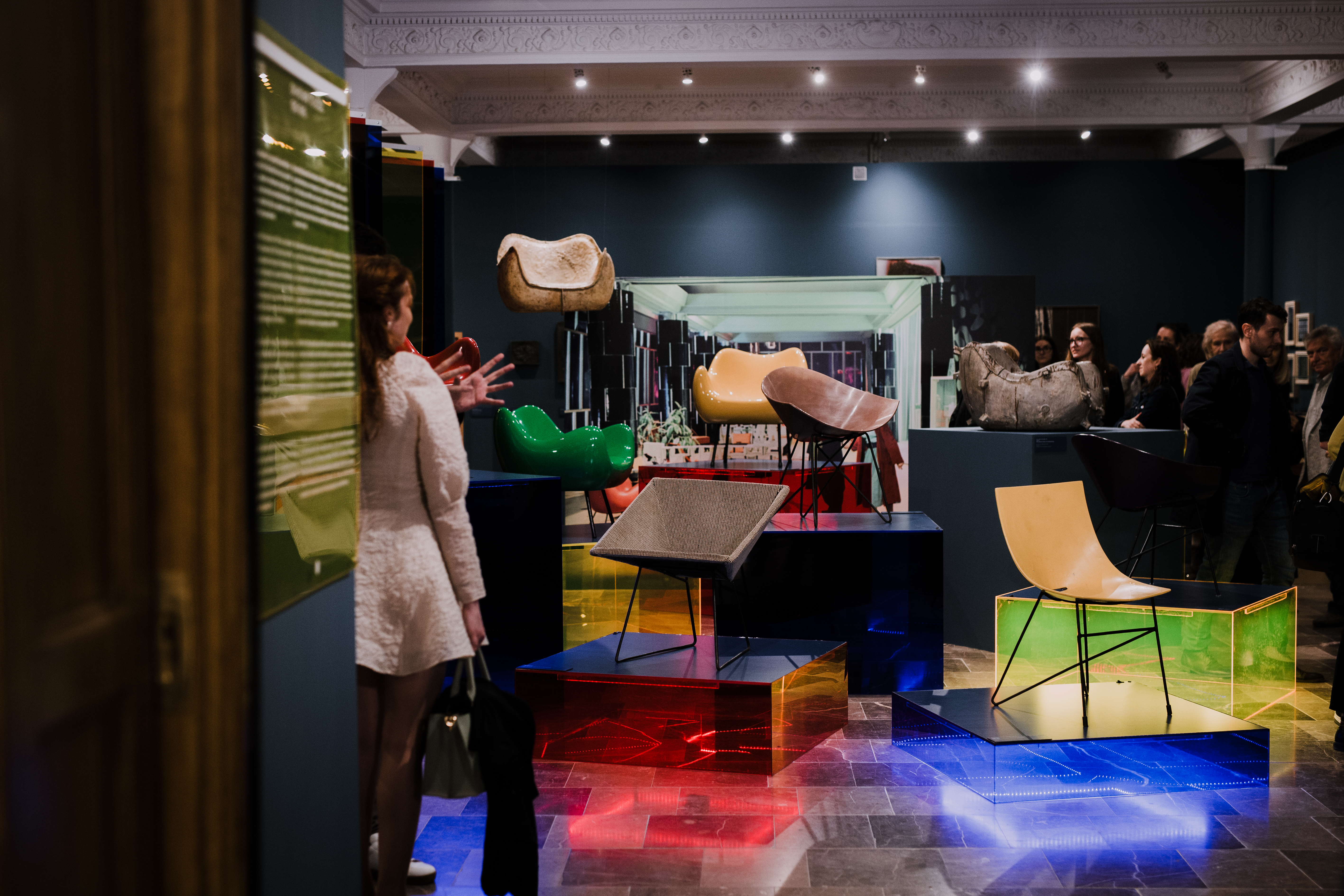
wystawa RM. Roman Modzelewski. Sen o Łodzi na ŁDF 2022, fot. Marta Strzelczyk dla ŁDF

2020 – 14. edycja Łódź Design Festival (17-20.09.2020, hasło: Progres); publikacja pierwszych odcinków w ramach autorskiego podcastu ŁDF pod nazwą Różne Rzeczy,
2021 – 15. edycja Łódź Design Festival (14-23.05.2021, hasło: Lepiej oraz 16-19.09.2021, hasło: Lepiej 2.0); ŁDF dołącza do inicjatywy Kultura dla klimatu,
2022 – 16. edycja Łódź Design Festival (12-22.05.2022, hasło: RE:generacja); rok Romana Modzelewskiego w Łodzi, ogłoszony z inicjatywy ŁDF, Muzeum Miasta Łodzi oraz Akademii Sztuk Pięknych w Łodzi.
GOŚCIE SPECJALNI: Jaime Hayon, Daniel Libeskind, Lidewij Edelkoort, Jonas Petterson (Form Us With Love), Jenny B. Osuldsen (Snohetta), Piet Hein Eek, Nathalie De Vries (MVRDV), Renato Rizzi, Jürgen Bey, Sonja Stummerer & Martin Hablesreiter (Honey and Bunny), Boaz Cohen & Sayaka Yamamoto (BCXSY), Nika Zupanc, Richard Hutten.

## make me!

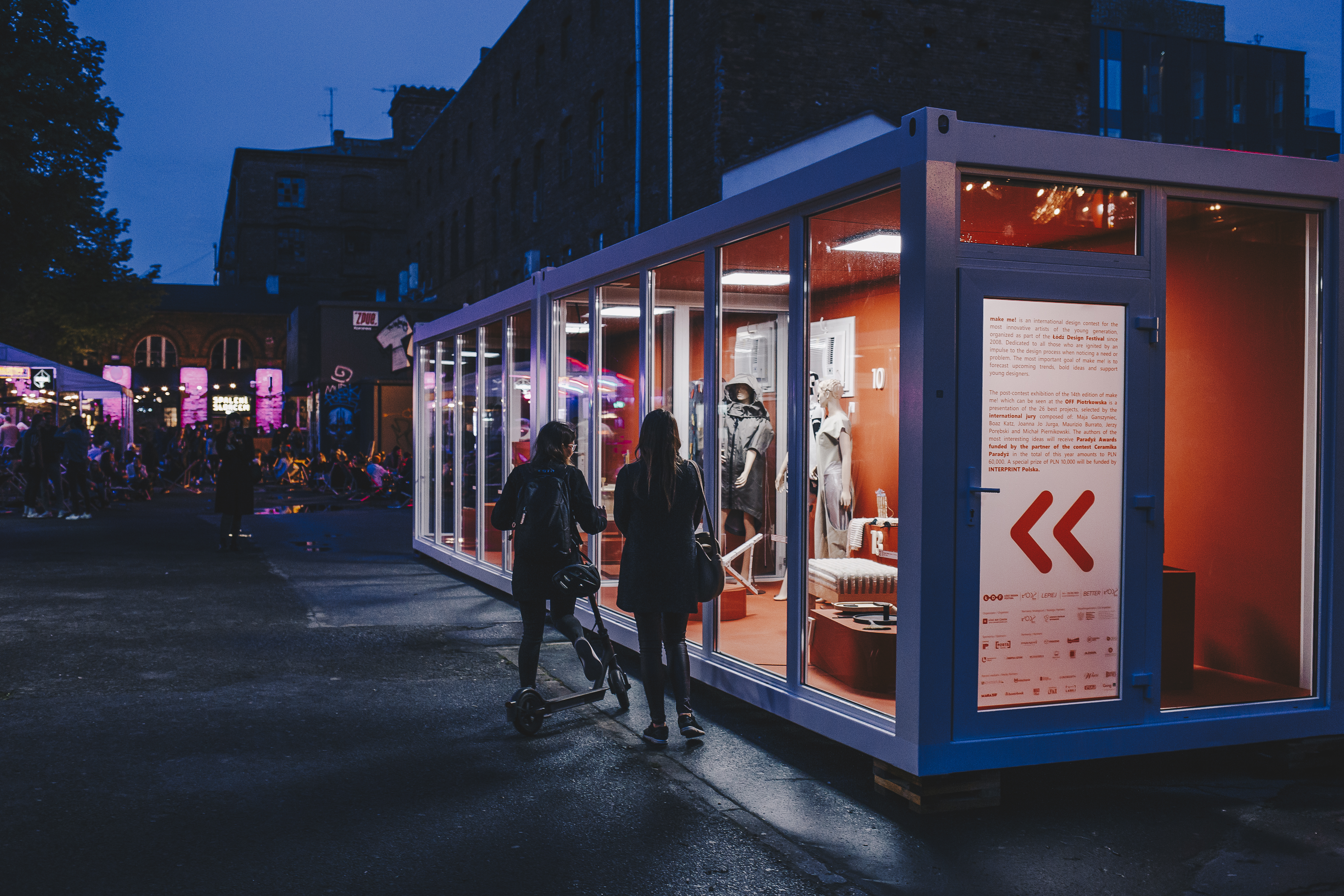
Wystawa make me! 2021, fot. Oświecony dla ŁDF

Organizowany od 2008 roku międzynarodowy konkurs wzorniczy, jedno z najbardziej innowacyjnych wydarzeń w dziedzinie projektowania w Europie i kluczowy element Łódź Design Festival. Najważniejszym celem make me! jest prognozowanie nadciągających trendów, odważnych idei, oraz wsparcie młodych projektantów, którzy są gotowi do zawodowego debiutu. Finaliści ubiegłych edycji podkreślają możliwości, jakie otworzyły się przed nimi dzięki obecności w konkursie, w tym: zaistnienie w środowisku projektowym, promocję poprzez liczne publikacje czy kolejne wystawy. Konkurs adresowany jest nie tylko do projektantów, ale także adeptów pokrewnych kierunków artystycznych i projektowych. Jest on dedykowany wszystkim, których do procesu projektowego zapala impuls wywołany dostrzeżeniem potrzeby lub problemu. W make me! nagradzane są również projekty eksperymentujące z materiałem czy poszukujące nowych interpretacji dotychczasowych funkcji. Zgłoszone prace oceniane są dwuetapowo przez specjalnie dobrane, różnorodne w swoich zainteresowaniach grono jury. 

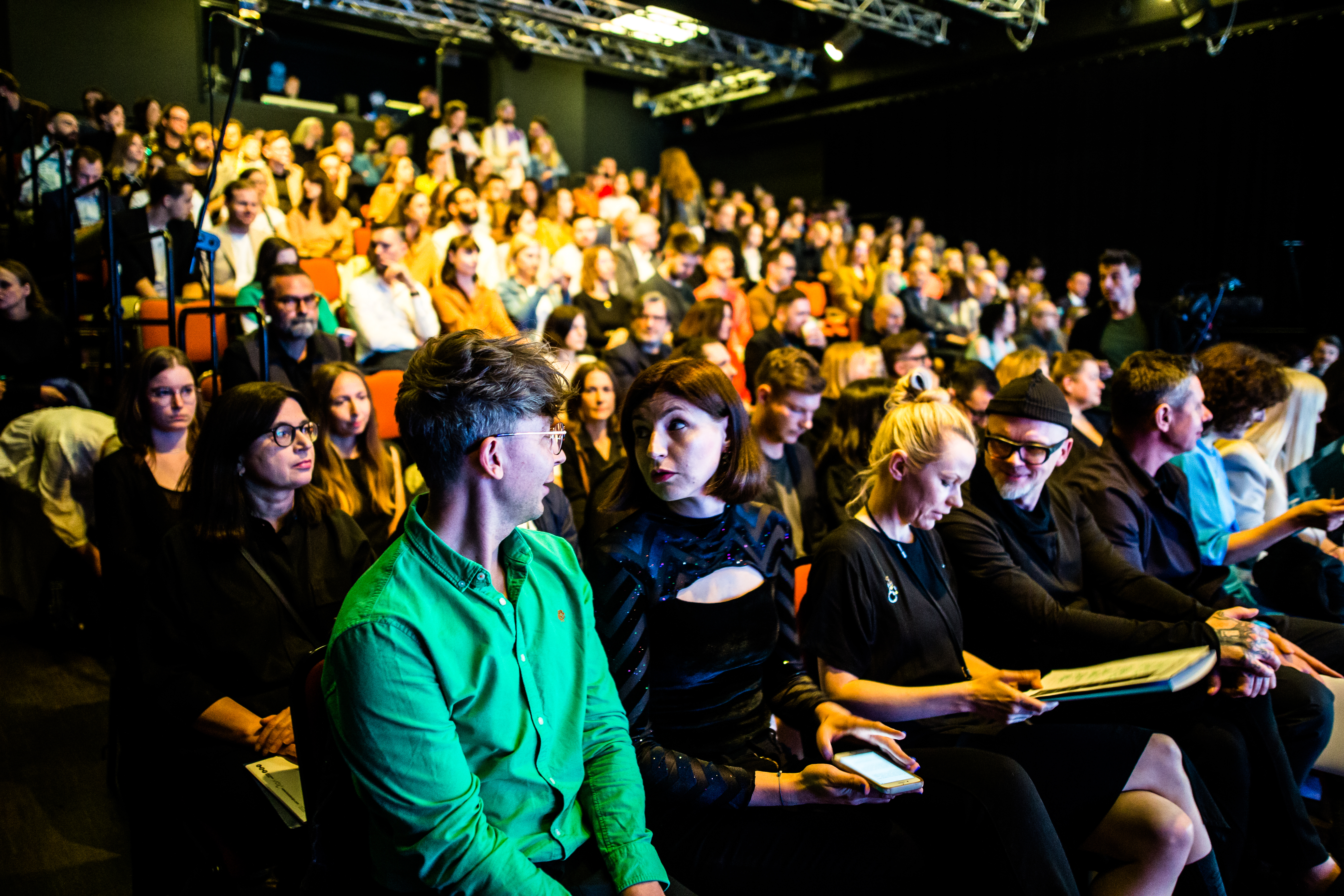
Gala wręczenia statuetek must have 2022, fot. Oświecony dla ŁDF

## must have
Plebiscyt organizowany od 2011 roku, wyłaniający najlepsze produkty pochodzące od polskich projektantów i producentów. To także nieodpłatnie nadawany znak jakości, którym firmy mogą posługiwać się w kraju i za granicą. Powstał, by upowszechnić dobry polski design i dzięki temu promować lokalny biznes oraz projektantów. must have to unikalna rekomendacja konsumencka, oraz najbardziej medialne wydarzenie w rodzimym designie. Jego celem jest wsparcie sektora kreatywnego poprzez szeroką promocję wdrożeń będących efektem współpracy producenta z projektantem. Zgłoszenia do plebiscytu przyjmowane są bezpłatnie. Własnych nominacji, na podstawie przeglądu rynku, dokonuje także Rada Ekspertów, której głównym zadaniem jest ostateczna ocena wszystkich zgłoszeń.

## Statystyki

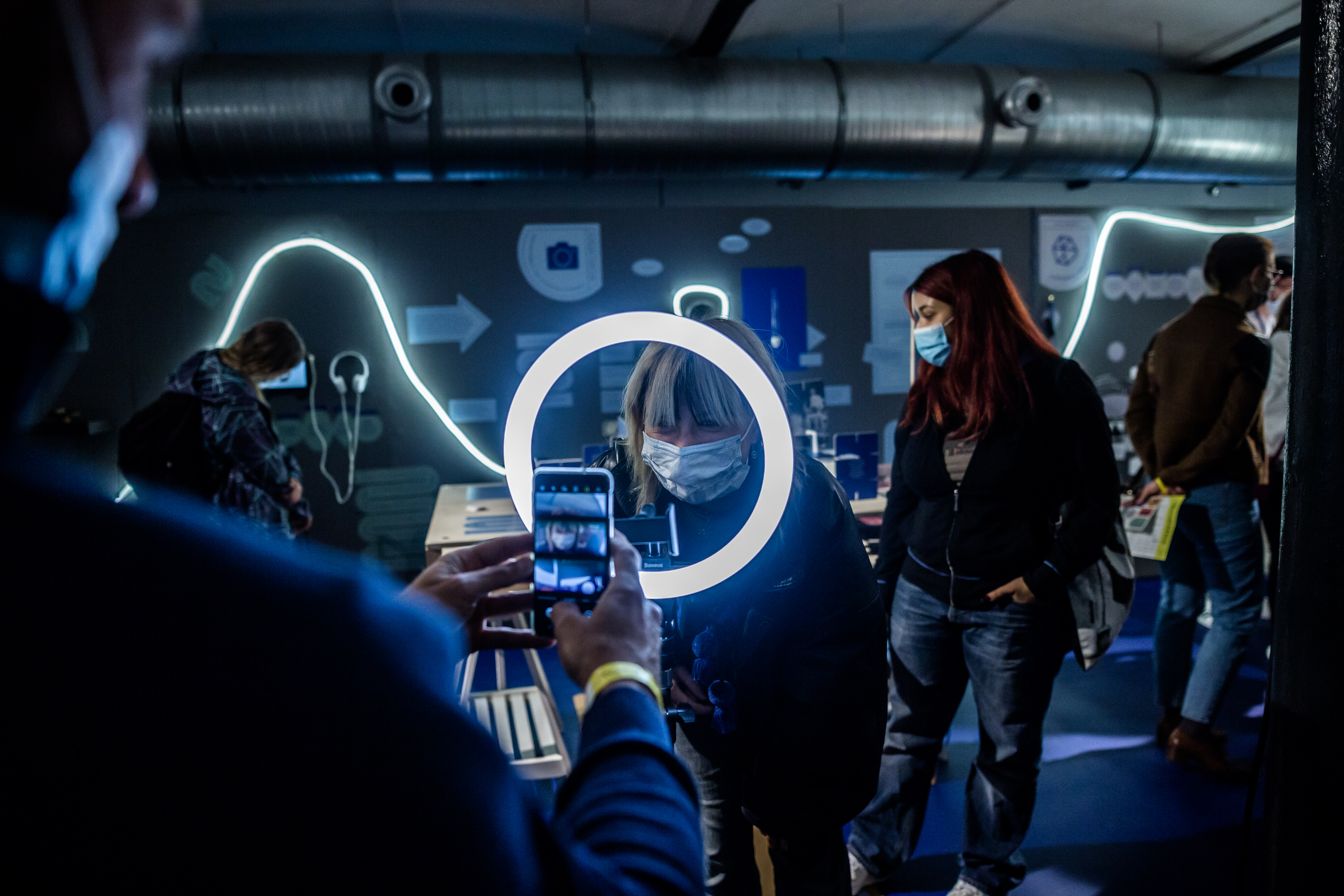
Łódź Design Festival 2021, fot. Oświecony dla ŁDF

Dane dla Łódź Design Festival za lata 2007–2022:
- publiczność – ponad 640 000 zwiedzających z Polski i z zagranicy,
- publikacje medialne – 27 852 artykułów i wycinków w polskich mediach (prasa, radio, telewizja, internet)[22],
- współpraca – 822 partnerów (instytucji, sponsorów, patronów medialnych),
- make me! – 2492 zgłoszeń, 311 finalistów,
- must have – 4479 zgłoszeń, 809 wyróżnionych,
- wystawy – 742 zorganizowanych wystaw,
- wydarzenia – 974 zorganizowanych wydarzeń (warsztatów, prelekcji, wernisaży).